# Asotin
Asotin és una població dels Estats Units i seu del comtat del mateix nom a l'estat de Washington. Segons el cens del 2000 tenia 1.095 habitants.

## Demografia
Segons el cens del 2000, Asotin tenia 1.095 habitants, 419 habitatges, i 321 famílies. La densitat de població era de 402,6 habitants per km².
Dels 419 habitatges en un 38,4% hi vivien nens de menys de 18 anys, en un 53,9% hi vivien parelles casades, en un 18,9% dones solteres, i en un 23,2% no eren unitats familiars. En el 19,3% dels habitatges hi vivien persones soles el 9,1% de les quals corresponia a persones de 65 anys o més que vivien soles. El nombre mitjà de persones vivint en cada habitatge era de 2,61 i el nombre mitjà de persones que vivien en cada família era de 2,96.
Per edats la població es repartia de la següent manera: un 29,3% tenia menys de 18 anys, un 6,5% entre 18 i 24, un 25,4% entre 25 i 44, un 24,6% de 45 a 60 i un 14,2% 65 anys o més.
L'edat mediana era de 39 anys. Per cada 100 dones de 18 o més anys hi havia 81,3 homes.
La renda mediana per habitatge era de 35.083 $ i la renda mediana per família de 37.115 $. Els homes tenien una renda mediana de 34.844 $ mentre que les dones 21.063 $. La renda per capita de la població era de 15.257 $. Aproximadament el 16,4% de les famílies i el 19,4% de la població estaven per davall del llindar de pobresa.

## Poblacions més properes
El següent diagrama mostra les poblacions més properes.